# Phyllothelys westwoodi
Phyllothelys westwoodi es una especie de mantis de la familia Mantidae.

## Distribución geográfica
Se encuentra en la India y Birmania.